# Matas (Guadalajara)
Matas es un despoblado situado en el municipio español de Sigüenza, perteneciente a la provincia de Guadalajara, en la comunidad autónoma de Castilla-La Mancha. No tiene población según el censo del INE de 2011.

## Toponimia
El nombre del lugar puede encontrarse mencionado con las variantes Matas del Ducado  y Matas.

## Historia
Hacia mediados del siglo XIX, el lugar, por entonces perteneciente a Pozancos, tenía contabilizada una población de 44 habitantes. Aparece descrito en el decimoprimer volumen del Diccionario geográfico-estadístico-histórico de España y sus posesiones de Ultramar de Pascual Madoz de la siguiente manera:

MATAS DEL DUCADO: l. dependiente del ayunt. de Pozancos (1/2 leg.), en la prov. de Guadalajara (11), part. jud. y dióc. de Sigüenza (1), aud. terr. de Madrid (21), c. g. de Castilla la Nueva: sit. en la pendiente de un cerro con esposicion al S.; le combaten principalmente los vientos E. y SO.; su clima es sano, y las enfermedades mas comunes fiebres intermitentes. Tiene 12 casas, la que fué de ayunt. con cárcel; escuela de instruccion primaria á cargo del sacristan, sin mas dotacion que la convenida con los padres de los discípulos; una igl. parr. (La Natividad de Ntra. Sra.), aneja de la de Pozancos. térm. confina N. Riosalido; E. Ures y Pozancos; S. Palazuelos, y O. Bujalcayado: dentro de él se encuentra una fuente de buenas aunque gruesas aguas, que provee al vecindario para beber y demas necesidades. El terreno participa de quebrado y vega, el primero es peñascal y de ínfima calidad, y el segundo de mediana: comprende un monte de roble bajo, llamado Dehesa Martinezga. caminos: los que dirigen á los pueblos limítrofes, en buen estado. correo: se recibe y despacha en la adm. de Sigüenza, por cualquiera de los vec. que concurren á los mercados ú otras diligencias. prod.: trigo puro, comun, cebada, avena, leñas de combustible y yerbas de pasto, con las que se mantiene ganado lanar y las caballerias necesarias para la agricultura. ind.: la agrícola. comercio: esportacion del sobrante de frutos, ganado y lana á los mercados de Sigüenza, en los que se surten de los art. que faltan. pobl.: 11 vec., 44 alm. cap. prod.: 272,000 rs. imp.: 13,600. contr.: 708.
(Madoz, 1848, p. 292)

Hoy día es un despoblado.

## Patrimonio
En el lugar hay una iglesia bajo la advocación de la Natividad de Nuestra Señora.